# Gornji Martinići
Gornji Martinići este un sat din comuna Danilovgrad, Muntenegru. Conform datelor de la recensământul din 2003, localitatea are 30 de locuitori (la recensământul din 1991 erau 31 de locuitori).

## Demografie
În satul Gornji Martinići locuiesc 27 de persoane adulte, iar vârsta medie a populației este de 54,1 de ani (48,4 la bărbați și 58,4 la femei). În localitate sunt 14 gospodării, iar numărul mediu de membri în gospodărie este de 2,14.
|  |

| Demografie | Demografie | Demografie |
| An         | Locuitori  | Locuitori  |
| ---------- | ---------- | ---------- |
|            |            |            |
|            |            |            |
|            |            |            |
|            |            |            |
| 1948       | 140        |            |
| 1953       | 148        |            |
| 1961       | 107        |            |
| 1971       | 75         |            |
| 1981       | 66         |            |
| 1991       | 31         | 31         |
| 2003       | 30         | 30         |

| \| Componența etnică conform recensământului din 2003[2] \| Componența etnică conform recensământului din 2003[2] \| Componența etnică conform recensământului din 2003[2] \| Componența etnică conform recensământului din 2003[2] \| Componența etnică conform recensământului din 2003[2] \| \| ----------------------------------------------------- \| ----------------------------------------------------- \| ----------------------------------------------------- \| ----------------------------------------------------- \| ----------------------------------------------------- \| \| \| \| \| \| \| \| Muntenegreni \| Muntenegreni \| \| 29 \| 96,66% \| \| Sârbi \| Sârbi \| \| 1 \| 3,33% \| \| necunoscută \| necunoscută \| \| 0 \| 0% \| |              |  |    |        |
| Componența etnică conform recensământului din 2003 |              |  |    |        |
| |              |  |    |        |
| Muntenegreni | Muntenegreni |  | 29 | 96,66% |
| Sârbi | Sârbi        |  | 1  | 3,33%  |
| necunoscută | necunoscută  |  | 0  | 0%     |